# Убасутэ

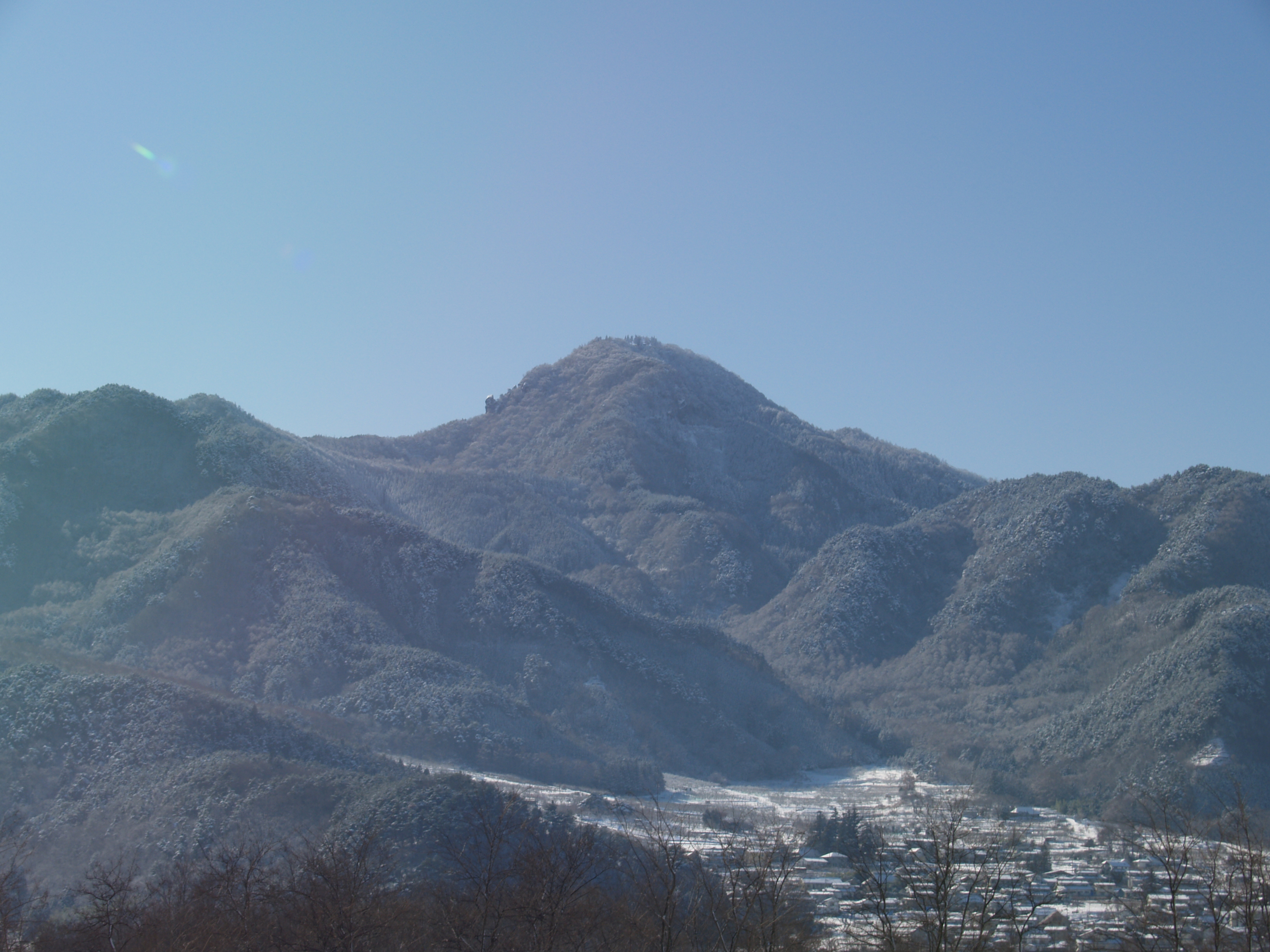
Убасутэяма (префектура Нагано).

Убасутэ (яп. 姥捨て, «отказ от старухи»), также называемый «обасутэ», а иногда «оясутэ», — существовавший в  Японии обычай, который, по описаниям, состоял в том, что престарелых родителей отправляли в чащу леса или в горы, обрекая на голодную и/или холодную смерть, с целью «избавиться от лишних ртов». Данное явление является широкораспространённым фольклорным сюжетом, лёгшим в основу многих легенд, стихов и коанов. Обычай чаще всего имел место в отдалённых, бедных горных селениях. В сказаниях об убасутэ его причинами называют указ жестокого правителя-деспота, а также наступившую засуху, неурожай, угрозу голода.

## Происхождение сюжета
Подтверждением реальности существования данного обычая в древности  служит аргумент, что у города Тикума в японской префектуре Нагано расположена гора Камурикияма (яп. 冠着山), одно из названий которой — Убасутэяма (яп. 姨捨山). Однако последнее наименование стало употребляться лишь с конца XIX века, поэтому не может рассматриваться в качестве доказательства.
Сам дух японского законодательства, начиная с первого административного кодекса VII века, противоречит доводу, что старики в прошлом были якобы непосильной обузой для семьи: подданные, возраст которых превышал 60 лет, имели значительные льготы при налогообложении. А по городским уставам за убийство отца или матери были предусмотрены жесточайшие наказания. К тому же идеи конфуцианства, рано проникшие в страну из Китая, проповедовали уважительное отношение к людям пожилого возраста. В связи с этими фактами высказывались предположения, что именно несовместимость с реалиями и экзотическая дикость историй об убасутэ способствовали их популярности среди населения: они стали чем-то вроде городских легенд современности, хотя нельзя полностью исключить вероятность подобных случаев в бедных и отдалённых от цивилизации деревнях, расположенных в труднодоступной местности в горах.
Вероятно также, что данная легенда не местного происхождения, поскольку сходные истории излагаются в древнеиндийских буддистских сказаниях, которые пришли в Японию вместе с буддийской религией.

## Версия японской сказки «Обасутэяма»
Однажды один даймё приказал, под страхом суровой кары ослушникам, относить всех стариков, которым исполнилось 60 лет, на покрытую густым лесом гору Обасутэ и бросать их там на произвол судьбы. Пришёл черёд снести на гору своего престарелого отца и двум братьям. Пока они целый день поочерёдно несли родителя на спине по горным склонам, тот отламывал ветви деревьев и бросал их за собой, помечая дорогу. А на вопрос сыновей отвечал, что делает это для их же собственного блага.
Наконец братья покинули отца-старика и налегке отправились восвояси другим, более коротким, хотя и менее удобным путём. Однако заблудились в ночном лесу, где во тьме раздавался грозный волчий вой, и были вынуждены вернуться к оставленному родителю. Осознав, как сильно любит их отец, специально для них сделавший пометки из брошенных веток, братья решились в нарушение указа правителя тайно содержать отца в подвале дома, кормить и почитать.
По прошествии года даймё пожелал найти умельца, который смог бы свить верёвку из пепла. По совету умудрённого годами родителя братья решили попробовать: вымочили в солёной воде солому, свили её в жгут, высушили и сожгли. Получилась требуемая верёвка из пепла. Но князь решил их испытать снова и приказал найти способ продеть нить через все завитки морской раковины большого размера. Опять отец пришёл братьям на выручку, предложив пустить в раковину муравья, к которому и привязал нитку, а на выходе из раковины для приманки насекомого насыпал несколько зёрен риса. Ориентируясь на запах пищи, муравей пролез через все завитки раковины, протягивая нитку за собою.
Обрадовался даймё, что в его владениях живут такие умные подданные, и стал расспрашивать братьев о причине успехов. А те, видя расположение правителя, не стали ничего от него скрывать и всё рассказали о своём отце.
«Поистине старые люди — кладезь премудрости!» — сказал им в ответ даймё, наградил братьев богатыми дарами и отменил свой прежний указ, который приговаривал стариков к одинокой смерти на горе Обасутэ.

## В классической литературе
- «Сказание о Ямато» (Ямато-моногатари, X век)[1].
- «Новые и старинные сказания» (Кондзяку-моногатарисю, XII век)[1].

## В современной культуре
- История об убасутэ произвела сильное впечатление на Альберта Эйнштейна в ходе его визита в Японию в 1922 году[4].
- Один из вариантов сказания об обычае убасутэ лег в основу старейшего дошедшего до нашего времени полнометражного японского аниме-фильма «Познавательные рисованные истории: Гора Убасутэ» (Kyoiku senga: Ubasute yama), созданного режиссёром-мультипликатором  Санаэ Ямамотой в 1925 году.
- Практика убасутэ подробно обсуждается в эпизоде научной американской радиопрограммы «Radiolab», эпизод № 305 — «Смертность».
- Убасутэ иногда используется в современной Японии в качестве метафоры для местной системы здравоохранения пожилых людей, особенностью которой является уровень самоубийств среди пациентов выше среднего[5].
- Обычай убасутэ является основой сюжета таких фильмов, как «Легенда о Нараяме» (1958) японского режиссёра Кэйсукэ Киноситы, «Goryeojang»[англ.] (1963) южнокорейского режиссёра Ким Ки Ёна и римейка «Легенды о Нараяме» (1983) японского режиссёра Сёхэя Имамуры, последняя картина получила Золотую пальмовую ветвь Каннского кинофестиваля в 1983 году.
- Версия истории лежит в основе 96-го эпизода («Half a Life») телесериала «Звёздный путь: Следующее поколение».